# Museu Eclesiástico de Arte Sacra
O Museu Eclesiástico de Arte Sacra é um museu situado na antiga capela do Seminário João XXII no município de São Mateus, estádo do Espírito Santo. Foi fundado pelo então bispo Dom Aldo Gerna. É pertencente a Diocese de São Mateus, mas é administrado pela prefeitura municipal. Lá se encontram expostas imagens sacras dos séculos XVII, XVIII, XIX e XX, além de vários outros objetos sacros, vestes sacerdotais e episcopais e fotografias dos vários aspectos da história da igreja católica em São Mateus e municípios do norte capixaba.